# Petauroidea
Petauroidea este o suprafamilie de marsupiale din Australia și Noua Guinee. Aceasta face parte din subordinul Phalangeriformes din ordinul Diprotodontia, care include, printre altele, wombatul, cangurul și cuscusul. Suprafamilia Phalangeroidea, care include cuscusul și posumul (familia Phalangeridae) și posumul pigmeu (familia Burramyidae), este grupul imediat înrudit cu Petauroidea.
Suprafamilia include următoarele specii:
- Suprafamilia Petauroidea
  - Familia Pseudocheiridae:
    - Subfamilia Hemibelideinae
      - Genul Hemibelideus
        - Hemibelideus lemuroides

      - Genul Petauroides
        - Petauroides volans

    - Subfamilia Pseudocheirinae
      - Genul Petropseudes
        - Petropseudes dahli

      - Genul Pseudocheirus
        - Pseudcheirus peregrinus

      - Genul Pseudochirulus
        - Pseudochirulus canescens
        - Pseudochirulus caroli
        - Pseudochirulus cinereus
        - Pseudochirulus forbesi
        - Pseudochirulus herbertensis
        - Pseudochirulus larvatus
        - Pseudochirulus mayeri
        - Pseudochirulus schlegeli

    - Subfamilia Pseudochiropsinae
      - Genul Pseudochirops
        - Pseudochirops albertisii
        - Pseudochirops archeri
        - Pseudochirops corinnae
        - Pseudochirops coronatus
        - Pseudochirops cupreus

  - Familia Petauridae:
    - Genul Dactylopsila
      - Dactylopsila megalura
      - Dactylopsila palpator
      - Dactylopsila tatei
      - Dactylopsila trivirgata

    - Genul Gymnobelideus
      - Gymnobelideus leadbeateri

    - Genul Petaurus
      - Petaurus abidi
      - Petaurus australis
      - Petaurus biacensis
      - Petaurus breviceps
      - Petaurus gracilis
      - Petaurus norfolcensis

  - Familia Tarsipedidae:
    - Genul Tarsipes
      - Tarsipes rostratus

  - Familia Acrobatidae:
    - Genul Acrobates
      - Acrobates pygmaeus

    - Genul Distoechurus
      - Distoechurus pennatus